# ویلفرد تکوی
ویلفرد تکوی (انگلیسی: Wilfried Tekovi؛ زادهٔ ۱۰ اکتبر ۱۹۸۹) بازیکن فوتبال اهل توگو است.
از باشگاه‌هایی که در آن بازی کرده‌است می‌توان به اشاره کرد.
وی همچنین در تیم ملی فوتبال توگو بازی کرده‌است.